# 伊那木曽連絡道路

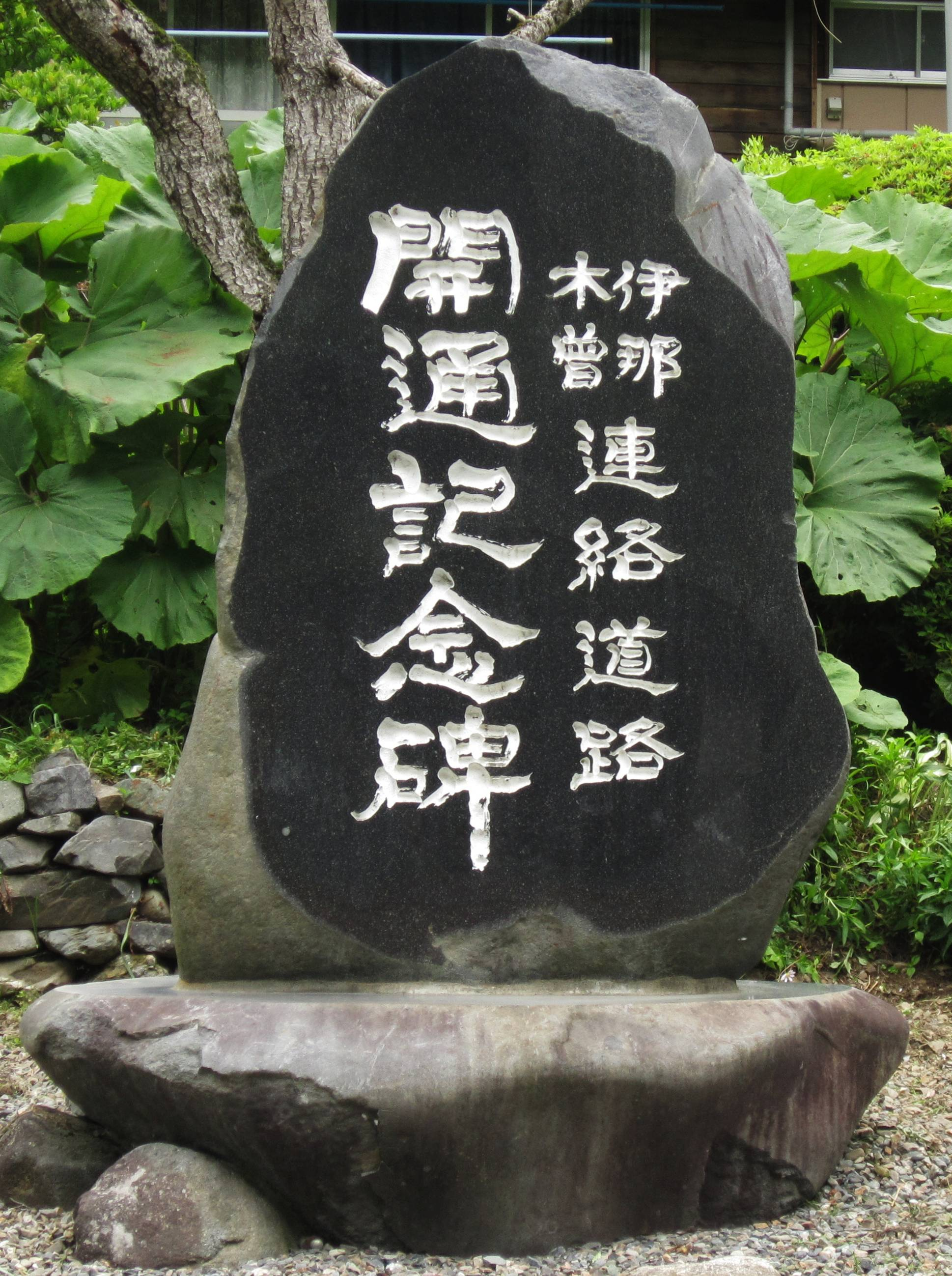
伊那木曽連絡道路開通記念碑（木曽町）

伊那木曽連絡道路（いなきそれんらくどうろ）は、長野県伊那市と木曽郡木曽町を結ぶ全長約20 kmの地域高規格道路。
1994年12月16日計画路線に指定され、国道361号の車両通行不能区間の解消と伊那地域と木曽地域の交流を目的として建設が進められている。
2006年2月4日の権兵衛峠道路および姥神峠道路の姥神トンネル以東区間の開通により、主要部が全通し、伊那・木曽間の通年通行が可能となった。
これにより、これまで約1時間30分かかっていた伊那市 - 木曽町間が約45分で結ばれた。更に全区間の整備が完成すれば、約30分で結ばれることになる。

## 概要
- 起点 : 長野県伊那市
- 終点 : 長野県木曽町日義
- 全長 : 約20 km
- 構造規格 : 3種1級
- 道路幅員
  - 一般部・橋梁部 : 10.5 m
  - トンネル部 : 9.5 m
- 車線数 : 2車線
- 車線幅員 : 3.5 m

この道路では大きく分けて2つの道路が事業化されている。
- 権兵衛峠道路 伊那市与地 - 塩尻市奈良井（延長7.6 km）
  - 1995年（平成7年）4月28日に整備区間指定された。約4.5 kmを権兵衛トンネルが占め、トンネルは2003年（平成15年）11月に貫通した。2006年（平成18年）2月4日に開通。

- 姥神峠道路 塩尻市奈良井 - 木曽町日義（宮ノ越）（延長8.1 km）
  - 1995年（平成7年）8月23日に整備区間指定され、約1.8 kmを姥神トンネルが占める。トンネル部分のみ2002年（平成14年）12月に他区間に先行して供用開始され、トンネル以東4.6 km区間も権兵衛峠道路にあわせて開通している。
  - トンネル以西3.5 km区間は2001年（平成13年）12月18日に整備区間指定されたが、工事は未着工。権兵衛峠道路開通の際に、同区間の代用として並行する現道が拡幅改修された。
  - 整備主体である長野県の財政が厳しい状況に置かれているため、このまま整備が凍結されることも危惧されていたが、2020年（令和2年）、災害対策として事業化再開されることが検討され、2021年（令和3年）度に事業化された[3]。

## 沿革
- 1961年（昭和36年）：国道361号の整備促進期成同盟会発足
- 1980年（昭和55年） - 1982年（昭和57年）：幹線道路整備計画調査実施
- 1983年（昭和58年） - 1992年（平成4年）：計画・実施調査実施
- 1991年（平成3年）：一部事業化 上伊那南箕輪 - 伊那市 (1.5 km)
- 1992年（平成4年）：一部工事着手
- 1992年（平成4年）：トンネル開削期成同盟会発足
- 1993年（平成5年）：楢川村 - 南箕輪村 (6.1 km) 事業化
- 1994年（平成6年）12月：地域高規格道路「伊那木曽連絡道路」計画路線に指定 (20 km)
- 1995年（平成7年）4月：権兵衛峠道路 整備区間指定 工事着手 (6.1 km)
- 1995年（平成7年）8月：姥神峠道路整備 整備区間指定 (4.6 km)
- 1996年（平成8年）：姥神峠道路 事業化、権兵衛峠道路 工事完成 (1.5 km)
- 1997年（平成9年）：姥神峠道路 工事着手
- 2002年（平成14年）12月：姥神峠道路トンネル (2.3 km) 完成
- 2003年（平成15年）12月：権兵衛峠道路トンネル貫通。
- 2006年（平成18年）2月：権兵衛峠道路トンネル全線完成・供用[4]
- 2011年（平成23年）：姥神峠道路の未整備区間について、県が公共事業再評価で一時休止
- 2020年（令和2年）7月：記録的な大雨による土砂崩落のため国道361号が木曽町日義で長期通行止め[5]
- 2021年（令和3年）3月：姥神峠道路未整備区間について、姥神峠道路(延伸)として新規事業化された[3]。

## 区間指定経過[6]
- 1994年（平成6年）12月16日：「候補路線指定」「計画路線指定」（日義村 - 伊那市 約20 km）
- 1995年（平成7年）4月28日：「整備区間指定」（権兵衛峠道路 約7.6 km）
- 1995年（平成7年）8月23日：「整備区間指定」（姥神峠道路 約4 km）
- 2001年（平成13年）12月18日：「整備区間指定」（姥神峠道路：木曽町日義宮ノ越 - 神谷 約4 km）